# Пјането (Козенца)
Пјането је насеље у Италији у округу Козенца, региону Калабрија.
Према процени из 2011. у насељу је живело 239 становника. Насеље се налази на надморској висини од 114 м.